# Katia Grubisic
Katia Grubisic (nascida a 25 de abril de 1978, em Toronto, Ontário) é uma escritora, editora e tradutora canadiana.
Katia Grubisic formou-se em literatura francesa e inglesa na Universidade do Novo Brunswick e recebeu o seu diploma de mestrado na Universidade Concórdia.
Ela foi professora convidada de redacção criativa na Universidade Bishop's e leccionou no CEGEP e na Federação de Escritores de Quebec. Ela actuou nos conselhos editoriais de Qwerty, The Fiddlehead e The New Quarterly, e é editora da Icehouse Poetry da Goose Lane Editions. A sua edição de 2008 do The New Quarterly em Montreal ganhou uma menção honrosa na categoria de Melhor Edição Individual no National Magazine Awards. Foi editora-chefe da Arc Poetry Magazine.
Ela foi indicada para o Prémio do Governador-Geral pela tradução do francês para o inglês no Prémio do Governador Geral por Irmãos de 2017, a sua tradução do romance Frères de David Clerson.